# Linda-Saskia Menczel
Linda-Saskia Menczel, (n. 23 martie 1972, Timișoara, România), este un artist plastic contemporan, sculptor și scriitor.

## Biografie
Linda-Saskia Menczel a emigrat în Israel, copil fiind. După doi ani, a plecat să locuiască, împreună cu mama ei, în Africa de Sud, unde a terminat liceul de arte, în 1989. Odată cu reîntoarcerea în România ca studentă de 19 ani, ea a decis să rămână în țara natală.

## Educație
Linda-Saskia Menczel a studiat în Johannesburg, Africa de Sud, la „Art, Ballet, Drama, and Music School” până în 1989. După revenirea în România, ea a studiat sculptura la Universitatea de Vest din Timișoara, de unde a obținut Doctoratul în arte Vizuale cu Summa cum laude în 2023.

## Afilieri
Membră a Uniunii artiștilor plastici din România din 1998.
Membră fondatoare a grupului „Dor” din 2001.
Membră și vice-președinte al Societății Femeilor Ortodoxe din Timișoara din 2016.
Membră a Asociației Femeilor Creatoare în Artă Plastică din România din 2016.

## Expoziții personale (selecție)
- 2023   „Opus 25”, Galeria POD, Timișoara, România[8]
- 2022   „Coda”,  Galeria Helios, Timișoara, România[9]
- 2022   „Biblia în Bronz”, Casa de cultură Jimbolia, România[10]
- 2022   „Cele 72 de Nume”, Centrul Oftalmologic Prof. Dr. Munteanu, Timișoara, România[11]
- 2020   „De la literă la Cuvânt”, Saskial Art Promotions ArtSpace, Timișoara, România[12]
- 2019   „Musica Universalis”, Muzeul de Artă Timișoara, România[13]
- 2019   „Formegând” Galeria EMArt, Deva, România
- 2016   „Devenire”, Galeria Pygmalion & Galeria Subsol, Timișoara, România[14]
- 2016   „Întrupare”, Filarmonica Banatul Timișoara, România
- 2013   „Mărturisire II”, Galeria Helios Timișoara, România[15]
- 2011  „Mărturisire I”, Galeria Helios Timișoara, România[16]
- 2009   „Shemot”, Galeria Helios Timișoara și Universitatea Tiffin, Timișoara, România
- 2007   „Codex” Consiliul Județean și Opera Română Timișoara, România
- 2006   „Exodus 14.19-21” Galeria Helios Timișoara, România
- 2006   „Taine și Tainițe”, Galeria Artis București, România
- 2004   „Persona”, Galeria Helios, Timișoara, România
- 2002   „Taină”, Galeria Helios, Timișoara, România
- 2001  „Templu”, Galeria Helios, Timișoara, România
- 1998   „Inițiere”, Galeriile Art Timișoara, România

## Lucrări monumentale
- 2023  Bustul Poetului Mihai Eminescu, Palatul Episcopal, Caransebeș
- 2021 „Pomelnic” Biserica Pogorârea Duhului Sfânt, Fabric Vest, Timișoara
- 2019 Bustul Prof Dr. Francisc Schneider, Facultatea de Medicină și Farmacie Timișoara
- 2019 Bustul Prof. Silviu Bejan, Colegiul Național C.D. Loga, Timișoara
- 2019 Bustul C.D. Loga, Colegiul Național C.D. Loga, Timișoara
- 2018 „Fecioara cu 12 stele", Parohia Romano-Catolică Iosefin, Timișoara
- 2013 „Întâlnindu-te”, Colecție privată, Timișoara
- 2013 Bustul Acad, Ioan Anton, Politehnica, Timișoara
- 2009 „Povestea lui Adam”, Parcul de sculptură Triade, Timișoara
- 2009  Bustul prințului Eugeniu de Savoya, Parcul Scudier, Timișoara
- 2005 „Lecția despre cub”, Piața Plevnei, Timișoara
- 2004 „5” Muvesztelep, Csongrad, Ungaria
- 1998 „Golgotha” Colecția Triade, Timișoara

## Publicații
- 2023 „De la literă la Cuvânt - inscripții ebraice în opere de artă cu tematică creștină din Europa” – Timișoara: Editura Universității de Vest,  ISBN 978-973-125-993-2
- 2023 „Fides quae per caritatem operatur - Studii biblice”, editori pr. I.Mihoc și pr. I.Stancovici,  „Hebrew Inscription in Christian Themed European Art”, Iași: Doxologia, 2023, p.172 ISBN 978-630-301-071-7[17]
- 2023 „Miracolul Clipei”, Timișoara: Eurostampa, coordonator, ISBN 978-606-32-1321-2
- 2022  „Linda-Saskia Menczel-în propriile cuvinte”, Timișoara: Editura Mirton, colecția ARTE, ISBN 978-973-52-2046-4[17]
- 2022  „Sheroes”, Timișoara: Editura Mirton, colecția ARTE, coordonator, ISBN 978-973-52-2031-0[18]
- 2021 „Frica de Frumos”, în Caiete de Arte și Design, Vol.9, nr.9, 2021, p.186, ISSN 2393 - 042X , ISSN-L 2393 - 042X[19]
- 2021 „Pseudo-scriere și sens mistic. Broderia veșmintelor din pictura europeană a secolelor XV-XVII”, Orizonturi Culturale Italo-Române, nr. 7-8, iulie-august 2021, anul XI ISSN 2240-9645[20]
- 2020 „Inscripții ebraice în arta europeană a secolelor XV-XVIII– un semn al erudiției”, În: Caiete de Arte și Design. Vol.8, nr.8 (2020), pp: 58-63. ISSN: 2393-042X[21]
- 2019 „Linda Saskia Menczel - Musica Universalis” - catalog expozițional, Timișoara: Datagroup Publishing [22]
- 2019 „Musica universalis / Linda Saskia Menczel”. - Timișoara: Artpress, 2019, ISBN 978-973-108-886-0
- 2019  „Philolog”, Timișoara: Artpress, editor/coordonator, ISBN 972-973-108-932-4[23]
- 2018 „Photolog”, Timișoara: Artpress, editor/coordonator, ISBN 978-973-108-799-3[23]

### Apariții în cărți și reviste de de specialitate:
- 2002 - Ioan Iovan, Dicționar al artiștilor contemporani din banat, Timișoara: Editura Brumar, 2002, pp:143-143, ISBN 973-602-023-1
- 2003 - Tradiție și postmodernitate, două secole de artă în banat, Timișoara: Editura Artpress, p.202  ISBN 973-7911-29-6 [24]
- 2014 - Dicționarul Sculptorilor din România secolele XIX-XX Vol.II, p.134 Editura Academiei Române ISBN 9789732721254[25]
- 2019 - Orizonturi Culturale Italo-Române - revista interculturala bilingvă: „Musica Universalis”, sculptură în bronz semnată Linda Saskia Menczel. ISSN 2240-9645[26]
- 2022 - Revista Armonii culturale, Eugen Dorcescu - Cuvânt despre arta doamnei Linda-Saskia Menczel, ISSN 2247-1545[27]
- 2022 - Meridianul Timișoara, Vasile Bogdan - Mă simt liberă de trecut și de viitor (1)[28]
- 2022 - Art Ideal V.3, CFA Press[29]
- 2023- CVLTARTES, ediție online Nicolae Baldovin - Linda-Saskia Menczel despre expoziția OPUS 25 și călătoria în lumea artei[30]
- 2023 - Contemporary Art Curator Magazine, ediție online[31]
- 2023 - Contemporary Establishment, ediție online[32]

## Pianele-sculptură
Linda-Saskia Menczel este cunoscută pentru sculpturile-pian. Prima numită „Musica Universalis”, a fost expusă la Muzeul de Artă din Timișoara în 2019, iar cea de-a doua „Mecanica Celestă a Providenței” a fost prezentată pentru prima dată la Galeria Helios din Timișoara în 2022. Aceste două piese conțin simboluri și formule din matematică, fizică, genetică, texte sacre, biologie, chimie, alchimie, cosmologie și istoria omenirii, ca să numim câteva, precum și inscripții în greacă, latină, siriacă, ebraică și română.
Cele două piese sunt consacrate tematic statutului ontologic] privilegiat al umanității din tradiția iudeo-creștină și sentimentului de venerație în fața cosmosului. Sculpturile-pian sunt un răspuns vizual la marile întrebări ale umanității: de unde venim, cine suntem și care este scopul nostru.